# Archipiélago Kodiak
El archipiélago Kodiak (en inglés, Kodiak Archipelago) es un archipiélago de Estados Unidos localizado en el golfo de Alaska, en el océano Pacífico, muy próximo a la costa suroccidental de Alaska. El grupo de islas está separado del continente por el estrecho de Shelikof.

## Geografía
El archipiélago al sur de la principal masa de tierra del estado de Alaska (Estados Unidos), a unos 405 km en línea recta al sur de Anchorage en el golfo de Alaska. La isla más grande del archipiélago es la isla Kodiak, la  2ª isla mayor de los Estados Unidos y la 80.ª del mundo.
El archipiélago tiene unos 285 km de longitud y 108 km de ancho, a partir de las islas Barren, en el norte de isla Chirikof, al grupo de islas Semidi, en el sur. El archipiélago tiene 13 890 km² de tierra. El archipiélago de Kodiak contiene alrededor de 40 pequeños glaciares, numerosos arroyos y cientos de especies terrestres y animales marinos. Gran parte de sus tierras están cubiertas de bosques. 
Administrativamente, el Borough de Kodiak Island comprende todas las islas del archipiélago Kodiak, además de algunas tierras continentales. El Refugio Nacional de Vida Silvestre Kodiak abarca un gran porcentaje de la tierra del archipiélago.

## Islas del archipiélago Kodiak
Las principales islas del archipiélago son las siguientes:
- isla Kodiak, con 8 975 km², la mayor del archipiélago;
- isla Afognak, con 1 812,58 km², la 2ª mayor del archipiélago;
- islas Trinity: isla Tugidak (con 173,14 km² ) e isla Sitkinak, con 235,50 km² (deshabitadas);
- isla Sitkalidak, con 300,84 km² (deshabitada);
- Isla Raspberry, con 192 km² y solo 4 habitantes en 2000;
- isla Shuyak, con 168.3 km² y 4 habitantes en el año 2000.
- isla Chirikof, con 114,78 km², la más meridional del archipiélago.
- Isla Spruce, con 46, 06 km² y 242 hab. en 2000;
- isla Marmot, con 45,19 km², la isla más oriental del archipiélago (deshabitada);
- Isla Whale, con 39,235 km²;
- islas Semidi, con 30,17 km², las islas más occidentales del archipiélago (isla Aghiyuk, isla Anowiki, isla Chowiet, isla Kateekuk, isla Kiliktagik) (deshabitadas).

Hay además otras islas, como isla Aiaktalik, isla Ban, isla Dark, isla Sundstrom, isla Two-Headed, isla Ugak Island e isla Woody, además de las islas Geese y el grupo de las islas Barren, las más septentrionales del archipiélago —isla Ushagat, isla Amatuli Este e isla Amatuli Oeste.

## Registro arqueológico durante el Holoceno
El registro arqueológico contiene varios, aparentemente, cambios bruscos, sugiriendo para algunos reemplazos de población, pero el punto de vista actual, seguido aquí, es que ha habido a largo plazo una continuidad cultural.
Kenneth M. Ames 

El Holoceno tardío consta de cuatro períodos culturales: 
- 1. Kachemak Temprano («Early Kachemak») (1850 a. C. - 500 a. C.). El período está marcado por el cambio en las pautas de movilidad: de forrajeros residenciales a coleccionistas logísticos. Las viviendas son de pequeño tamaño. La tecnología y las actividades de subsistencia se hicieron más eficientes, con mejoras en el procesamiento de alimentos. Los restos materiales incluyen arpones, netweights, puntas de pizarra, redes, ulus (cuchillo de cortar). La tribu de bahía Océano fueron los primeros en habitar la zona, y se consideraban un pueblo marítimo, pero explotaron tanto los recursos marinos como los terrestres, incluidos mamíferos y peces. Su único equipo de caza comprendía ganchos, líneas, arpones, lanzas y puntas de piedra astillada. En el Holoceno Medio, se introdujeron equipos de herramientas más especializados. Originalmente vivieron en pequeños asentamientos dispersos, en pequeñas tiendas de campaña de 2-3 m que fueron sustituidas por pequeñas casas alrededor de 2.000 a. C.

- 2. Kachemak Tardío («Late Kachemak») (500 a. C. - 1200 d. C.). El período está marcado por grandes poblaciones. Los patrones logísticos de movilidad siguió aumentando, y aumenta el tamaño de la comunidad, teniendo un máximo de diez viviendas. Las instalaciones de almacenamiento también se presentan. Hay prácticas mortuorias elaboradas, y el hallazgo de piercing (labrets) sugiere un aumento de la diferenciación social. Artesanía como una mayor especialización.

- 3. Koniag (1200 a. C. - contacto con europeos). El período se caracteriza por que la población alcanzó el nivel más elevado. Las casas y asentamientos siguen aumentando de tamaño, lo que evidencia una clasificación social. La arquitectura comienza a ser más elaborada y es característico el aumento de tamaño de los locales de almacenamiento. El cambio hacia emplazamientos más costeros sugiere un mejor acceso a los recursos marinos, específicamente a las ballenas. «Hay pruebas también de la intensificación de la pesca del salmón, la producción y tratamiento de alimentos, el intercambio y la inversión en carpintería». (Ames)

- 4. Alutiiq (Moderno). Estas islas son el hogar original o tradicional del pueblo Alutiiqu (anteriormente Koniag). El medio ambiente costero provee una excelente productividad para estos nativos, así como el medio ambiente terrestre parece peor o carece de recursos naturales.